# Hülya
Hülya ist ein türkischer weiblicher Vorname. Er bedeutet im Türkischen „Tagtraum“ oder „Wachtraum“. Er leitet sich von arabisch مالخوليا, DMG māliḫūliyā ab, welches auf das griechische Wort μελανχολία melancholía, deutsch ‚Melancholie‘ zurückgeht.

## Namensträgerinnen
- Hülya Avşar (* 1963), türkische Schauspielerin und Sängerin
- Hülya Cin (* 1995), deutsch-türkische Fußballspielerin
- Hülya Deyneli (* 1978), deutsche Fernsehmoderatorin und Journalistin
- Hülya Doğan-Netenjakob (* 1967), deutsche Schauspielerin, Theaterregisseurin und Theaterwissenschaftlerin
- Hülya Duyar (* 1970), deutsche Filmschauspielerin
- Hülya Kandemir (* 1975), deutsch-türkische Liedermacherin
- Hülya Koçyiğit (* 1947), türkische Schauspielerin
- Hülya Özkan (* 1957), türkischstämmige Fernsehmoderatorin
- Hülya Şenyurt (* 1973), türkische Judoka